# آلن لوب
آلن لوب (به انگلیسی: Allan Loeb) فیلمنامه‌نویس، تهیه‌کننده فیلم و تهیه‌کننده تلویزیون آمریکایی است. او فیلم «چیزهایی که در آتش از دست دادیم» محصول ۲۰۰۷ را نوشت و سریال تلویزیونی «آمستردام جدید» محصول ۲۰۰۸ را ساخت. او سینمایی «۲۱» را نوشت که در سال ۲۰۰۸ نیز منتشر شد. از دیگر آثار او می‌توان به نویسندگی و تهیه‌کنندگی «تعویض» (۲۰۱۰) اشاره کرد. او همچنین در نوشتن «وال استریت: پول هرگز نمی‌خوابد» (۲۰۱۰) و «فقط باهاش کنار بیا» (۲۰۱۱) و «معضل» (۲۰۱۱) همکاری داشته است. او بازنویسی فیلم موزیکال «دوران راک» (۲۰۱۲) و کمدی هنرهای رزمی ترکیبی «اینم از پول» (۲۰۱۲) را انجام داده است.
از دیگر آثار او می‌توان به فیلم‌های: بسیار مخفی (۲۰۱۲)، زیبایی موازی (۲۰۱۶)، فضای میان ما (۲۰۱۷)، تنها پسر زنده در نیویورک (۲۰۱۷) و آخرین لحظه وضوح (۲۰۲۰) اشاره کرد.